# マッチング (小説)
『マッチング』は、内田英治による日本の小説。内田が監督・脚本を担当し、2024年2月23日に公開された同名の日本映画の原作として角川ホラー文庫より刊行された。5月には紙・電子版の累計10万部を突破したことが発表された。
恋愛に奥手なウェディングプランナーの女性がマッチングアプリによる出会いから始まる恐怖を体験していくサスペンススリラー。

## あらすじ
唯島輪花はウェディングプランナーとして、業界大手のナガタウエディングに勤続7年目の女性。仕事にはやり甲斐を感じている一方、恋愛が苦手で本気の恋愛にはなかなか踏み込めなかった。
そんな輪花を心配した職場の同僚・伊藤尚美に以前から何度も勧められていたマッチングアプリ「ウィルウィル」になりゆきで登録する。あまり期待していなかった輪花だが、男性からの申し込みは100件以上来ていた。その中で尚美から薦められた男性が「トム25歳」、人懐っこそうな爽やかな笑みの男性で、たちまちマッチングする。
早速、吐夢に指定されたしながわ水族館で待ち合わせることになるが、現れたのはプロフィールとは別人のような薄汚い格好で得体の知れない男性。しかも異様な言動に耐えかねた輪花はその場を逃げ出してしまう。その後も吐夢は何度も会いたいと繰り返し、ストーカー化していく。そんな時、マッチングアプリ運営会社「ウィルウィル」と輪花の会社との合同企画の話が持ち上がり、その席でチーフエンジニアの影山剛と知り合い、親身に輪花の相談に乗ってくれる剛に吐夢のことを相談して助けを求めようとする。
同じ頃、「ウィルウィル」を通じてアプリ婚をした夫婦や結婚間近のカップルが猟奇的に殺害される事件が連続して発生していく。輪花や輪花が挙式を担当した高校の時憧れていた教師・片岡隼人、同僚の伊藤尚美たちなど周囲の人々も巻き込まれていく。

## 登場人物

### 主要人物
唯島輪花（ただしま りんか）
「ナガタウエディング」勤務。29歳。入社7年目のウェディングプランナーで主任コーディネーター。
仕事は充実しているが、恋愛には奥手。同僚から勧められて、マッチングアプリ「ウィルウィル」に登録する。
永山吐夢（ながやま とむ）
特殊清掃員をしている。25歳。プロフィールの写真は金髪で笑顔の青年。クリオネなどの海の生き物が好き。
輪花とマッチングするが、初めて会った時の言動が異様であり、輪花が逃げ出している。
その後も何度断っても輪花に付きまとい、ストーカー行為がエスカレートしていく。
影山剛（かげやま つよし）
アプリ開発のチーフエンジニア。年齢は30代後半。ナガタウエディングとの合同企画で輪花と知り合う。
吐夢からのストーカー行為に悩む輪花の相談に親身に応えていく。古い映画や音楽が好き。

### 輪花の関係者
唯島芳樹（ただしま よしき）
輪花の父。宿泊に関する仕事をしている。輪花を男手一つで育て上げる。輪花が恋愛を苦手だと知っている。
唯島美知子（ただしま みちこ）
輪花の母。25年前に家出したと思われていたが、 影山節子によって拉致され、一緒に暮らしていた。
伊藤尚美（いとう なおみ）
輪花の職場の同僚。輪花にマッチングアプリ「ウィルウィル」を勧め、恋愛の背中を押す。
工藤未菜（くどう みな）
輪花の職場の後輩。
田邊仁（たなべ ひとし）
輪花の上司。室長。
片岡隼人（かたおか はやと）
輪花が担当する新郎。高校教師で輪花はかつての教え子。輪花が憧れていた。
莉愛（りあ）
隼人と結婚予定の女性。隼人とともにアプリ婚殺人事件の5件目の被害者となる。

### 「アプリ婚連続殺人事件」捜査班
西山茜（にしやま あかね）
警視庁の捜査第一課に所属する刑事。年齢は40歳目前。事件の真相を追う。
警察の同僚には内緒でマッチングアプリにも登録している。
堀井健太（ほりい けんた）
巡査部長。西山がコンビを組んでいる刑事。年齢は20代半ば。仕事はできるが天然な一面がある。

### ウィルウィル社
マッチングアプリ運営会社。
和田拓馬（わだ たくま）
総合イマジネーション部長。
椎名楓（しいな かえで）
企画担当者。

### 「アプリ婚連続殺人事件」の被害者
ウィルウィルの登録者で、このアプリを通じて知り合っている。
久保黎人（くぼ れいと）、喜田真由（きだ まゆ）
4件目の被害者。輪花の担当でナガタウエディングで来月挙式を控えた27歳と24歳のカップル。
香川耕平（かがわ こうへい）、香川 由紀奈（かがわ ゆきな）
3件目の被害者。新婚の夫婦。普段からSNSで2人のプライベートをアピールしていた。
宝田璃子（たからだ りこ）
2件目の事件の被害者の1人。吐夢が付きまとい、揉み合いになり彼女の家のベランダから突き落とされたことがあった。
唐沢澄香（からさわ すみか）
1件目の事件の被害者の1人。吐夢が付きまとい彼女の家に押しかけたこともある。

### その他
影山節子（かげやま せつこ）
芳樹が25年ほど前にPCのチャットルームでやり取りしていた。
当時のハンドルネームは「マリア」。芳樹と初めて会った日に男女の関係となっている。
程なくして芳樹から別れを切り出されているが、ストーカーと化している。

## 書誌情報
- 内田英治（著）『マッチング』（2024年1月23日発売[4]、角川ホラー文庫、ISBN 978-4-04-114502-9）

## 映画
2024年2月23日に公開された。監督は内田英治、主演は土屋太鳳。
『富川国際ファンタスティック映画祭』『Toronto Japanese Film Festival 2024』出品作品。『完美配對謀殺案』というタイトルで、台湾と香港でも公開された。タイトルは英語のメディアでは「Matching」ではなく「Matched」と表記されることもある。

### キャスト

#### 主要人物（映画）
唯島輪花（ただしま りんか）〈29〉
演 - 土屋太鳳（幼少期：川田玲那）
ナガタウェディングのウェディングプランナー。仕事は充実しているが、恋愛には奥手。
同僚から勧められて、マッチングアプリWill Willに登録をする。
永山吐夢（ながやま とむ）〈25〉
演 - 佐久間大介（Snow Man）
輪花とマッチングするが、やがて狂気のストーカーとなっていく。
これまでに他のアプリでも問題を起こしており、警戒されている。
影山剛（かげやま つよし）〈37〉
演 - 金子ノブアキ（幼少期：山口太幹）
マッチングアプリWill Willのプログラマー。輪花とは仕事の合同企画で出会っている。
吐夢からのストーカー行為に悩む輪花の相談に親身に応えていく。

#### 輪花の関係者（映画）
唯島芳樹（ただしま よしき）〈57〉
演 - 杉本哲太（25年前：藤本タケ）
輪花の父。輪花を男手一つで育て上げる。
伊藤尚美（いとう なおみ）〈35〉
演 - 片山萌美
輪花の職場の同僚。輪花にマッチングアプリを勧め、恋愛の背中を押す。
工藤未菜（くどう みな）
演 - 永瀬莉子
輪花の職場の後輩。
田邊仁（たなべ ひとし）
演 - 石田佳央
輪花の上司。室長。

#### 「アプリ婚連続殺人事件」捜査班（映画）
西山茜（にしやま あかね）〈45〉
演 - 真飛聖
警部補。事件の真相を追う。
堀井健太（ほりい けんた）〈35〉
演 - 後藤剛範
巡査部長。西山とコンビを組む。

#### Will Will運営
椎名楓（しいな かえで）
演 - 円井わん
企画担当者。剛の同僚。
和田拓馬（わだ たくま）
演 - 前原滉
総合イマジネーション部長。輪花のプロフィールを覗き見て、剛たちから注意を受ける。

#### ナガタウェディング
スタッフ（フラワールーム）
演 - 小林亜実
挙式当日にブーケの花を青に変更してほしいと頼まれる。
スタッフ（料理長）
演 - 中澤功
挙式当日に出席者の1人が甲殻アレルギーだと発覚し、料理変更を頼まれる。
片岡隼人（かたおか はやと）
演 - 瀧川鯉斗
輪花が挙式を担当する。高校教師。輪花の恩師で憧れの人。
莉愛（りあ）
演 - 畦田ひとみ
隼人の婚約者。隼人とともに事件の被害者となってしまう。
喜田真由（きだ まゆ）
演 - 八鍬亜里砂
挙式する女性。事件の被害者となってしまう。
真由の母
演 - 名越志保

#### その他（映画）
美知子（みちこ）〈57〉
演 - 片岡礼子（25年前：大村彩子 ）
「車椅子の女」。輪花の過去を知る。
節子（せつこ）〈55〉
演 - 斉藤由貴（25年前：寉岡瑞希）
美知子に寄り添う世話係。

### スタッフ
- 監督・原作・脚本 - 内田英治『マッチング』（角川ホラー文庫刊）
- 共同脚本 - 宍戸英紀[26]
- 音楽 - 小林洋平[27]
- 主題歌 - Aimer「800」（SACRA MUSIC / Sony Music Labels Inc.）[28]
- 製作 - 遠藤徹哉、小川悦司、舛田淳、渡辺和則、牧田英之[27]
- 企画 - 若泉久朗[27]
- プロデューサー - 二宮直彦[26]、大崎紀昌、千綿英久[27]
- ラインプロデューサー - 尾関玄[27]
- 撮影 - 野口健司（J.S.C.）[27]
- 照明 - 後閑健太
- 美術 - 太田仁
- 装飾 - 前屋敷恵介
- 録音・整音 - 栗原和弘
- 衣装 - 川本誠子
- ヘアメイク - 板垣実和
- 編集 - 小美野昌史[27]
- 音響効果 - 堀内みゆき
- 特機 - 奥田悟
- VFXスーパーバイザー - 立石勝
- 特殊造形 - 百武朋、並川学
- スタントコーディネーター - 吉田浩之
- 操演 - 横井豊、佐熊慎一
- キャスティング - 川口真五
- 助監督 - 清水勇気[27]
- 制作担当 - 今井尚道[27]
- 制作プロダクション・製作幹事・配給 - KADOKAWA[27]
- 製作 -「マッチング」製作委員会（KADOKAWA、関西テレビ放送、GYAO、ソニー・ミュージックエンタテインメント、ニッポン放送）